# Szontagh Gáspár

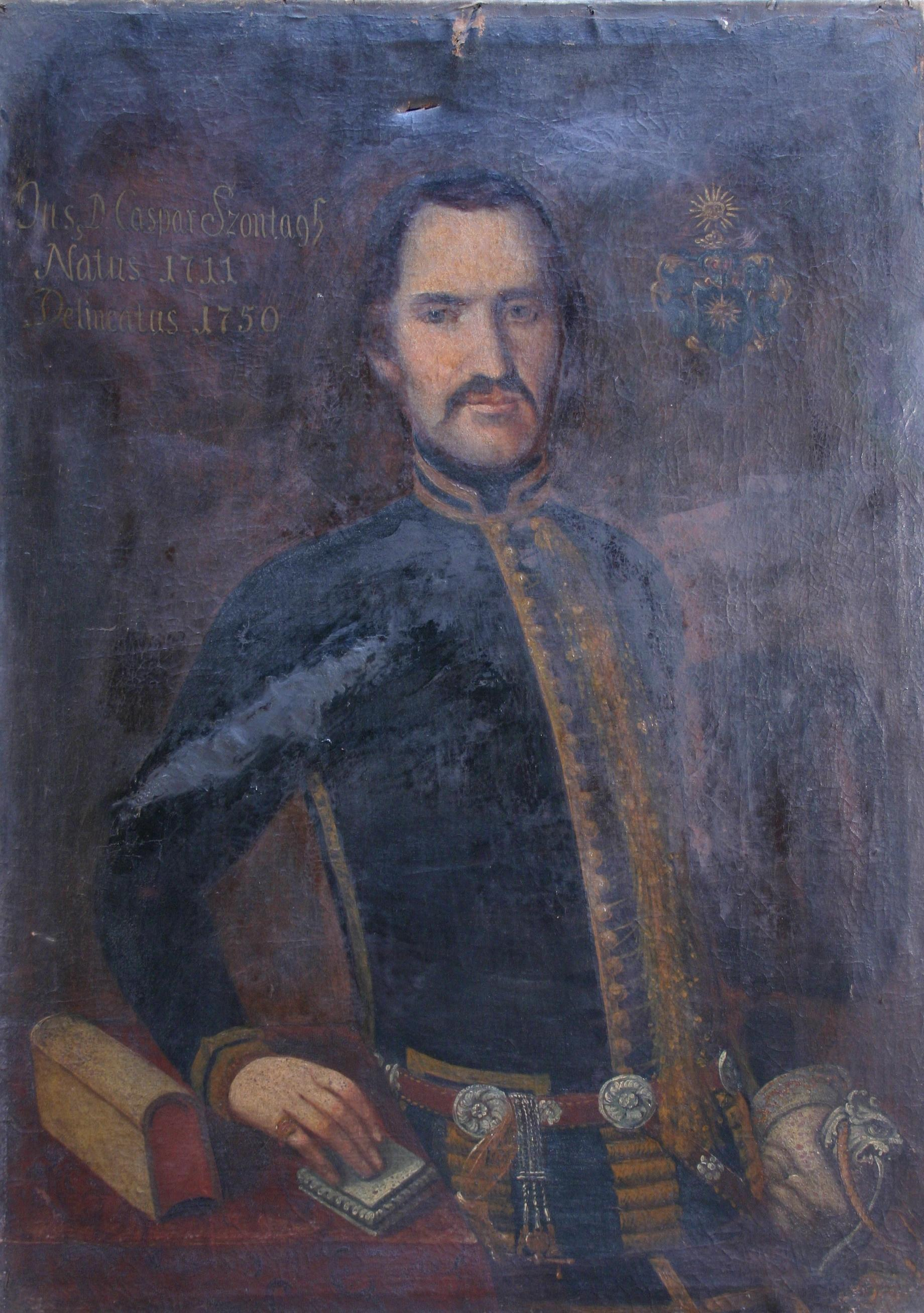
Szontagh Gáspár

Iglói Szontagh Gáspár (Igló, 1711. szeptember 8. – 1786.) országgyűlési követ.

## Élete
Szontagh Gáspár táblabiró és Roth Charitas fia. 1736-ban nősült meg Cselfalván. Általánosan elismert kitűnő törvénytudományánál fogva neveztetett ki Gömör vármegye táblabírájának, többször mint helyettes alispánja is működött. 1765-ben azon megye országgyűlési követévé választatott. Mint buzgó protestáns, 1747-ben gróf Andrássy Ferenc vallási buzgalma ellenében a csetneki és dobsinai evangélikus egyházak mellett cáfoló nyomozásokat eszközöltetett. 1743-ban a gömör megyei esperesség felügyelője lévén, az akkor még két egyházkerületet képező hat királyi város és tiszai szuperintendentia egybeolvasztásáról tulajdon indítványát érvényesítenie és Andrássy Györgyöt akkori saját egyháza lelkészét az egyesült kerület szuperintendenséül megválasztania sikerült. A dobsinai evangélikus egyházban tulajdon költségén oltárt állíttatott.

## Munkája
- Plausus votivi quos Rev. Dno Samueli Nicolay ecclesiae evang. aug. conf. per districtum Cis- et Trans-Tibiscanum superintendenti meritissimo, dum coetus Scepusiensis visitaret pia mente dicarunt; lycei Késmárkiensis artium & scientiarum cultores. Anno quo SCep Vsii praesVL CoetVs sat reLLIgIosos VIsItat aC LVDIS feLIX fert gaVDIa CVNCtIs. Leutsoviae.